# آمنة شريف
آمنة شريف هي ممثلة هندية، ولدت في 16 يوليو 1982 بمومباي في الهند.

## وصلات خارجية
- آمنة شريف على موقع IMDb (الإنجليزية)
- آمنة شريف على موقع قاعدة بيانات الأفلام العربية
- آمنة شريف على موقع قاعدة بيانات الفيلم (الإنجليزية)